# .ao
.ao — национальный домен верхнего уровня для Анголы. Управляется университетом Агостиньо Нетто.
Сайт регистрации на 2009 год не менялся с 2002 года, и состоит из единственной страницы на португальском языке. Одна из немногих ссылок на странице указывает на документ в формате .doc, в котором содержатся правила регистрации на английском языке, возможно, устаревшие. Согласно правилам юридические лица, зарегистрированные за пределами Анголы, имеют право регистрировать за собой только домены второго уровня .it.ao. Поисковая машина Google, вероятно, первое юридическое лицо, зарегистрировавшее сайт в зоне .it.ao.

## Домены второго уровня
- .ed.ao — для образовательных учреждений Анголы.
- .gv.ao — для правительственных учреждений Анголы.
- .og.ao — для любых других организаций Анголы.
- .co.ao — для коммерческих организаций Анголы.
- .pb.ao — для издательств Анголы.
- .it.ao — для международных организаций, не зарегистрированных в Анголе.